# Karl Kirchner (Pädagoge, 1787)

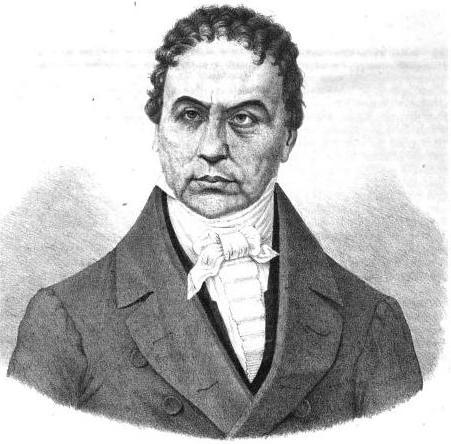
D. Carl Kirchner, Director des Stralsunder Gymnasiums von 1821 bis 1832

Karl Kirchner, auch Carl, vollständig C/Karl Christian Jacob Kirchner  (* 19. Mai 1787 in Herford; † 31. Mai 1855 im Solbad Wittekind) war ein deutscher Pädagoge.

## Leben
Nach dem Besuch des Gymnasiums in Detmold studierte er ab 1805 an der Universität Halle, vor allem bei Christian Gottfried Schütz und August Hermann Niemeyer. Niemeyer ließ ihn schon im Alter von 19 Jahren in der Latina des Waisenhauses unterrichten; nach Abschluss seines Studiums wurde er 1809 ordentlicher Lehrer am Königlichen Pädagogium zu Halle und führte seit 1813 unter Niemeyer als erster Lehrer die Leitung der Anstalt.
1815 wurde er auf Niemeyers Empfehlung als Conrector des Gymnasiums Stralsund im Katharinenkloster berufen. Nach dem Tode des Rectors Furchau 1820 wurde er dessen Nachfolger, zuerst kommissarisch, seit 1825 als Direktor des Gymnasiums. Er brachte preußischen Standard in die alte vorpommersche Anstalt, erwarb sich bald einen guten Ruf und erhielt 1827 das Angebot, Direktor des Friedrichwerderschen Gymnasiums in Berlin zu werden, das er ausschlug. Die Universität Greifswald verlieh ihm 1830 den Ehrendoktor der Theologie.

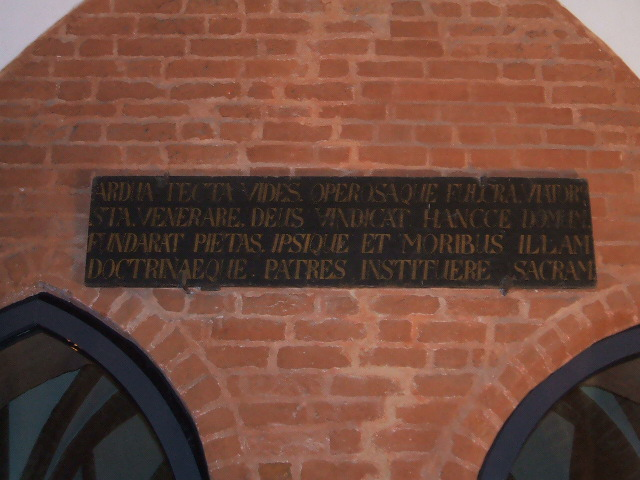
Inschrift

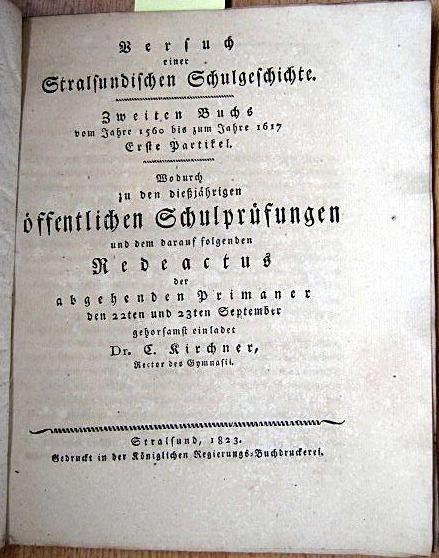
Versuch einer Stralsundischen Schulgeschichte.
Zweiten Buchs vom Jahre 1560 bis zum Jahre 1617. Erste Partikel.
Wodurch zu den dießjährigen öffentlichen Schulprüfungen und dem darauf folgenden Redeactus der abgehenden Primaner den 22ten und 23ten September gehorsamst einladet Dr. C. Kirchner, Rector des Gymnasii.
Stralsund, 1823.

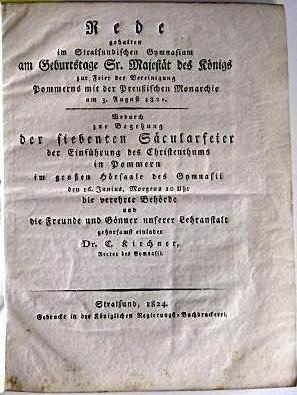
Rede gehalten im Stralsundischen Gymnasium am Geburtstage Sr. Majestät des Königs zur Feier der Vereinigung Pommerns mit der Preußischen Monarchie am 3. August 1821. Wodurch zur Begehung der siebenten Säcularfeier der Einführung des Christenthums in Pommern im großen Hörsaale des Gymnasii den 16. Junius, Morgens um 10 Uhr die verehrte Behörde und die Freunde und Gönner unserer Lehranstalt gehorsamst einladet Dr. C. Kirchner, Rector des Gymnasii.

Kirchner verfasste 1823 den Text einer Inschrift aus zwei lateinischen Distichen, die früher am Portal des Gymnasiums, dann im ersten Kreuzgang hing und dort heute Teil des Kulturhistorischen Museums Stralsund ist:
ARDUA TECTA VIDES OPEROSAQUE FULCRA VIATOR
STA VENERARE DEUS VINDICAT HANCCE DOMUM
FUNDARAT PIETAS IPSIQUE ET MORIBUS ILLAM
DOCTRINAEQUE PATRES INSTITUERE SACRAM
Wanderer, steiles Gedach und mühende Stützen hier siehst du.
Steh und verehre; denn Gott nennet das seine dies Haus!
Frömmigkeit gründete dies für IHN und auch für die Sitten.
Väter der Lehre sodann bauten den heiligen Bau.
Im Dezember 1831 wurde er als Nachfolger des verstorbenen Adolph Gottlob Lange zum Rektor der Landesschule Pforta berufen, wo er bis zu seinem Tod wirkte und sich „durch seine Humanität und Biederkeit, seine große Geschäftstüchtigkeit und ausgezeichnete Lehrgabe bei seinen Amtsgenossen und Schülern ein unvergängliches Andenken“ erwarb.

## Auszeichnungen
- Roter Adlerorden
  - 4. Klasse 22. Januar 1837[4]
  - 3. Klasse mit der Schleife 1843[5]

## Werke
- Über die gegenwärtige Verfassung des Stralsunder Gymnasiums. 1820
- Ueber den Organismus des öffentlichen Unterrichts an Gelehrtenschulen. 1821
- Versuch einer Stralsundischen Schulgeschichte. Erste Partikel. Bis zum J. 1560. Zweiten Buchs v. J. 1560 bis 1617 erste Part. Stralsund 1823

Digitalisat in der Digitalen Bibliothek Mecklenburg-Vorpommern
- Feier der Vereinigung Pommerns mit der Preußischen Monarchie. 1824
- Die Verfassung und Lehreinrichtung des Stralsundischen Gymnasii. Stralsund: Löffler 1827

Digitalisat des Exemplars der Bayerischen Staatsbibliothek
- Des Horatius’ Satiren, kritisch berichtigt, übersetzt und erklärt. 1. Theil, Stralsund 1829 books.google
- Quaestiones Horatianae. Leipzig 1834 books.google
- Akademische Propädeutik: Oder, Vorbereitungswissenschaft zum akademischen Studium. Leipzig: Vogel 1842

Digitalisat des Exemplars der Bayerischen Staatsbibliothek
- Die Landesschule Pforta in ihrer geschichtlichen Entwickelung seit dem Anfange des XIX. Jahrhunderts bis auf die Gegenwart. Naumburg 1843

Digitalisat des Exemplars der Bayerischen Staatsbibliothek
- Säcularbericht über die Feier der dreihundertjährigen Stiftung der Königl. Landesschule Pforta. 1843

Zweite ausgabe Naumburg 1853 Digitalisat des Exemplars der Bayerischen Staatsbibliothek
- C. Kirchneri novae quaestiones Horatianae. Leipzig 1847 books.google
- Hodegetik oder Wegweiser zur Universität für Studierende nebst einer systematischen Uebersicht der Wissenschaften und Künste und den Studienplänen für die einzelnen Fächer des Gelehrtenberufs. Leipzig: Vogel 1852

Digitalisat des Exemplars der Bayerischen Staatsbibliothek
- Q. Horatius Flaccus Satiren aus dreissig unverglichenen und allen bisher verglichenen Handschriften. 3 Bände 1853–1857

Digitalisat von Band 1 im Internet Archive
Digitalisat von Band 2,1 im Internet Archive
Digitalisat von Band 2,2 im Internet Archive

### Nachlassbibliothek
- Verzeichniss der von dem verstorbenen Rector Carl Kirchner hinterlassenen werthvollen Bibliothek, vorzüglich aus den Gebieten der Philologie, Alterthumskunde, Geschichte und Geographie, Naturwissenschaft u.s.w., ausgezeichnet durch eine ungewöhnlich reichhaltige Litteratur über Horaz, welche nebst einigen kleineren Büchersammlungen am 1. October 1855 und den folgenden Tagen in Schulpforta bei Naumburg a.d.S. öffentlich gegen baare Zahlung (in 14 Thaler-Fusse) versteigert werden soll 1855 books.google